# جائزة ماليزيا الكبرى للدراجات النارية 2009
جائزة ماليزيا الكبرى للدراجات النارية 2009 هو سباق دراجات نارية أقيم بتاريخ 25 أكتوبر 2009 في حلبة سيبانغ الدولية. كان الجولة السادسة عشر من أصل 17 في سباق الجائزة الكبرى للدراجات النارية موسم 2009. فاز الأسترالي كيسي ستونر بفئة الموتو جي بي بينما جاء الإسباني داني بيدروسا في المركز الثاني وحصل على المركز الثالث الإيطالي فالنتينو روسي.

## وصلات خارجية
- الموقع الرسمي